# نادي كوشيتسه لكرة اليد
نادي كوشيتسه لكرة اليد هو نادي كرة يد في سلوفاكيا يقع مقره في كوشيتسه. يلعب في الدوري السلوفاكي لكرة اليد. تبلغ سعة ملعبه 1000 متفرجا.